# Medalha Eringen
A Medalha Eringen da Society of Engineering Science (SES) é concedida desde 1976 para realizações no campo da engenharia. Homenageia Ahmed Cemal Eringen, dotada com 2000 dólares.

## Premiados
- 1976 Lotfali Askar-Zadeh
- 1977 Ahmed Cemal Eringen, Samuel Chao Chung Ting
- 1978 Raymond Flory
- 1979 Ian Sneddon
- 1980 Edward Teller
- 1981 Joseph Keller
- 1982 Harold Grad
- 1983 Robert Byron Bird
- 1984 Kenneth Wilson
- 1985 Bernard Budiansky
- 1986 Paul Naghdi
- 1988 George Herrmann
- 1989 John Tinsley Oden
- 1991 James K. Knowles
- 1992 Ray Clough
- 1993 Pazil Erdogan
- 1994 Charles Francis Curtiss
- 1995 Satya Atluri
- 1996 Sivaramakrishna Chandrasekhar
- 1998 Pierre-Gilles de Gennes
- 1999 Michael Ashby
- 2000 E. Kroner
- 2003 Gérard Maugin
- 2004 K. R. Rajagopal
- 2005 Cornelius O. Horgan
- 2008 Subra Suresh
- 2010 Robert Oliver Ritchie
- 2011 Ares J. Rosakis
- 2012 David Barnett
- 2013 Guruswami Ravichandran[1]
- 2014 John Ashley Rogers
- 2016 Gang Chen[2]
- 2017 Xiang Zhang[3]
- 2019 Evelyn Hu[4]
- 2020 Thomas J.R. Hughes